# Ulvesang
Ulvesang ist ein 2015 gegründetes Dark-Folk-Trio aus Neuschottland.

## Stil
In den Rezensionen wurden Vergleiche gezogen mit Lönndom, den frühen Ulver und den akustischen Stücken von Winterfylleth.

## Diskografie
- 2015: Ulvesang (Album, CD, Neuropa Records)
- 2018: The Hunt (Album, CD/LP, Nordvis Produktion; MC, Fólkvangr Records)

Beiträge zu Kompilationen (Auswahl)
- 2013: Arms in Pledge to Ellis auf Ritual Vol.3 (FLAC, The Death of a Modernist)
- 2016: The Town of Ash auf Subarctic Nocturnes: Below the Wilted Grove [Volume III - MMXVI] (FLAC, Hypnotic Dirge Records)
- 2019: The Lake auf Lords of the North: A Tribute to Bathory (CD/MC, Fólkvangr Records)